# مستشفى بوجون
مستشفى بوجون (بالفرنسية: Hôpital Beaujon)‏ هو مستشفى يقع في كليشي، باريس في فرنسا، ويتم تشغيله من قبل المساعدة العامة - مستشفيات باريس. سُمي باسم نيكولاس بوجون، وهو مصرفي فرنسي في القرن الثامن عشر. اُفتتح في عام 1935 وتم تصميمه من قبل جان والتر.

## وصلات خارجية
- Profile at Assistance Publique - Hôpitaux de Paris (in French)